# فيديريكو كاريزو
فيديريكو كاريزو (بالإسبانية: Federico Carrizo)‏ (17 مايو 1991 في الأرجنتين - ) هو لاعب كرة قدم أرجنتيني في مركز الوسط. لعب مع بوكا جونيورز وروزاريو سنترال وكروز آزول.

## روابط خارجية
- فيديريكو كاريزو على موقع قاعدة بيانات كرة القدم.إي يو (الإنجليزية)
- فيديريكو كاريزو على موقع Soccerway.com (الإنجليزية)
- فيديريكو كاريزو على موقع AS.com (الإسبانية)